# 帕莱纳省

帕萊納省在湖大區的位置

帕莱纳省（西班牙语：Provincia de Palena），智利南部湖大区省份之一。总面积15,301.9km2（3,561 sq mi），总人口18,971（2002年），其中城市人口7,624，总人口密度1.2/km2（3.2/sq mi）。由于柴滕火山爆发，2009年3月该省省会已经由柴滕迁往富塔萊烏富市。

## 行政
帕莱纳省政府首脑为省长，由智利总统委任。帕莱纳省包含4个区。
- 柴滕
- 富塔萊烏富
- 瓦萊韋
- 帕莱纳